# Intensiv (Zeitschrift)
intensiv ist eine deutsche Fachzeitschrift für Intensiv- und Anästhesiepflege.
Sie erscheint seit 1992 mit sechs Ausgaben im Jahr bei der Thieme Verlagsgruppe, Stuttgart. Die Druckauflage beträgt 3200 Exemplare. Die Zeitschrift richtet sich an Pflegepersonal auf Intensivstationen, deren Stationsleitungen und Pflegedienstleitungen. Sie ist das Organ der Deutschen Gesellschaft für Fachkrankenpflege und Funktionsdienste (DGF). Deren seit 1985 erschienenes Mitteilungsblatt ging 2001 in intensiv auf. Die Inhaltsverzeichnisse ab 2006 sind online gestellt, die Volltexte ab 2001 für Abonnenten abrufbar.